# Albicidine
L'albicidine est une molécule antibiotique et phytotoxique sécrétée par la bactérie Xanthomonas albilineans, qui infecte la canne à sucre. 
Comme phytotoxine, elle agit en inhibant la différenciation des chloroplastes, plus précisément en inhibant l’ADN gyrase, et donc en empêchant la réplication de l’ADN chloroplastique. À ce titre elle joue un rôle majeur dans la maladie de l'échaudure des feuilles.
Ses propriétés antibiotiques ont été découvertes au début des années 1980, lorsque la molécule a été isolée et purifiée à partir de cultures de Xanthomonas albilineans. La structure précise de la molécule n'a cependant été identifiée qu'en 2014, ce qui a permis d'en optimiser la production par biosynthèse. C'est un polycétide complexe, un peptide polyaromatique essentiellement composé d'acide para-aminobenzoïque et de cyanoalanine. 